# 愛不釋手
愛不釋手（Hands All Over）是美國流行搖滾樂隊魔力紅的第三張錄音室專輯。這張專輯的製作人是Robert John "Mutt" Lange。專輯于2010年發行。

## 外部連結
- Hands All Over （页面存档备份，存于） at Metacritic